# Battaglia di Cagancha
La battaglia di Cagancha (Batalla de Cagancha in spagnolo) è stato uno scontro della guerra civile uruguaiana che ebbe luogo il 29 dicembre 1839 sulle rive dell'omonimo torrente.

## Antefatti
Nel 1839 il dittatore argentino Juan Manuel de Rosas ordinò al governatore di Entre Ríos Pascual Echagüe di invadere l'Uruguay in appoggio al suo alleato locale Manuel Oribe, leader dei blancos, che l'anno precedente era stato costretto alle dimissioni dai nemici colorados.
Dopo aver fatto avanzare i suoi nemici sino a pochi chilometri da Montevideo, il caudillo colorado Fructuoso Rivera attaccò i suoi nemici sul torrente Cagancha.

## La battaglia
Nelle fasi iniziali dello scontro, che vedeva contrapposti su entrambi i fronti sia uruguaiani che argentini, le truppe di Echagüe, superiori in numeri ma non nell'artiglieria, sembrarono favorite. Tuttavia, a causa di un avventato tentativo d'accerchiamento ai fianchi operato dalla cavalleria la battaglia prese una piega insperata per i colorados. La fanteria di Rivera, collocata al centro dello schieramento, riuscì infatti a reggere l'assalto di quella federale contrattaccandola grazie alle riserve posizionate alle loro spalle. Le truppe di Echagüe, il quale non aveva previsto l'uso della riserva in supporto alla cavalleria, vennero così sbaragliate e poste in fuga.

## Omaggi
Una delle principali piazze della capitale uruguaiana Montevideo è stata ribattezzata Cagancha in omaggio alla battaglia del 1839.